# UYBA Volley
UYBA är en volleybollklubb (damer) från Busto Arsizio, Italien. Klubben bildades 1998 och kunde genom att ta över Unione Sportiva Cistellum Volleys spellicens börja direkt i serie A2 (den näst högsta serien) som de vann. De debuterade därför i serie A1 (högsta serien) 1999/2000. Den första sejouren blev ettårig då de åkte ur direkt och de kom därför att spela de följande åren i serie A2. Laget återkom i högstaserien 2007/2008 och har sedan dess tillhört landets bästa lag.
De har vunnit de italienska mästerskapet en gång (2011-2012), italienska cupen en gång (2011-2012), italienska supercupen en gång och CEV Cup tre gång (2009–2010, 2011–2012, 2018–2019).